# Doro Pesch
Doro Pesch, echte naam: Dorothee Pesch (Düsseldorf, 3 juni 1964) is een Duitse zangeres, voorheen onderdeel van de heavymetalband Warlock. Ze was een van de weinige zangeressen uit de jaren 80 heavy-metalscene, die toen nog voornamelijk door mannen werd beheerst.
Na vele personele wijzigingen binnen Warlock, bleef Doro Pesch als enig oorspronkelijk lid over. Na een wijziging van platenmaatschappij, werd het vijfde album onder de naam Doro uitgebracht, omdat de oude maatschappij de rechten op de oude naam, Warlock, had.
Doro Pesch heeft zeventien studioalbums op haar naam staan. Ze woont tegenwoordig afwisselend in Düsseldorf en New York en heeft een solocarrière.

## Biografie
In eerste instantie was Doro Pesch lid van de band Snakebite, maar in 1983 verliet ze die band om verder te gaan met Warlock. In 1987, na het vierde Warlock album Triumph And Agony, was door alle wijzigingen in de bezetting binnen de band Doro als enige oorspronkelijk lid overgebleven. Het vijfde album Force Majeure werd in 1989 onder de naam Doro uitgebracht.
Doro is een van de gastartiesten op de After Forever-cd, After Forever. Ze zingt een duet met After Forevers zangeres Floor Jansen in het nummer Who I Am. In 2006 speelde zij een rol in de Zwitserse film Anuk - Der Weg Des Kriegers van cineast Luke Gasser. En in 2008 zong ze nog mee in de titelsong van de ep van Tarja Turunen, The Seer. In 2016 zingt ze op het conceptalbum Jomsviking van Amon Amarth op A dream that cannot be, een duet met Johan Hegg.

## Discografie
- 1989: Force Majeure
- 1990: Doro
- 1991: Rare Diamonds (compilatie van Doro and Warlock tracks)
- 1991: True At Heart
- 1993: Angels Never Die
- 1993: Bad Blood (single)
- 1993: Enough For You (single)
- 1998: A Whiter Shade of Pale (compilatie)
- 1993: Doro Live
- 1995: Machine II Machine
- 1995: Machine II Machine: Electric Club Mixes
- 1995: Ceremony (single)
- 1998: Best Of (compilatie)
- 1998: The Ballads (compilatie)
- 1998: Love Me In Black
- 1998: Love Me In Black (ltd.ed. bonustrack)
- 2000: Burn It Up (single)
- 2000: Ich Will Alles (ep)
- 2000: Calling The Wild
- 2000: Calling The Wild (ltd.ed.2 bonustracks - box)
- 2001: White Wedding (single)
- 2002: Fight
- 2002: Fight (ltd.ed.digipack bonustrack)
- 2003: Für Immer (dvd)
- 2004: Let Love Rain On Me (single)
- 2004: Classic Diamonds
- 2004: Classic Diamonds - The DVD
- 2005: In Liebe Und Freundschaft (single)
- 2005: We're Like Thunder (single featuring Regina Halmich)
- 2006: Warrior Soul
- 2006: Warrior Soul (ltd.ed.digibook 2 bonustracks)
- 2006: Warrior Soul (ltd.ed. winter edition bonus cd box)
- 2006: Warrior Soul (ltd.ed.fanclub box)
- 2006: 20 Years A Warrior Soul (dvd)
- 2006: Anuk - Der Weg Des Kriegers (soundtrack)
- 2007: All We Are - The Fight (ep + videoclips)
- 2007: Anthems For The Champion - The Queen (ep)
- 2007: Metal Queen - B-Sides & Rarities (compilatie van zeldzame tracks)
- 2008: Celebrate (single)
- 2008: Herzblut (single)
- 2009: Fear no Evil
- 2009: Fear no Evil (vinyl picture disc lp)
- 2010: Fear no Evil (box 3 cd's)
- 2010: 25 Years In Rock (box 2 dvd + 1 cd)
- 2010: 25 Years In Rock (picture disc vinyl-lp)
- 2010: 25 Years In Rock (Picture disc orange vinyl-lp)
- 2012: Under My Skin - A Fine Selection Of Doro Classics (2cd-compilatie van de AFM jaren)
- 2012: Under My Skin - A Fine Selection Of Doro Classics (houten box met 2 cd's, armband, patch en vlag)
- 2012: Raise Your Fist In The Air (cd-single)
- 2012: Raise Your Fist In The Air (10"-vinylsingle - diverse kleuren (transparant, wit en blauw)
- 2012: Raise Your Fist (cd in diverse uitvoeringen: jewel case met fotohoes, digipack, ltd ed. collector's pack)
- 2012: Raise Your Fist (2lp in diverse kleuren en picture disc, sommige zeer beperkt in oplage)
- 2017: Für Immer
- 2018: Forever Warriors/Forever United

## Dvd's
| Dvd's met hitnoteringen in de Nederlandse Music Top 30 | Datum van verschijnen | Datum van binnenkomst | Hoogste positie | Aantal weken | Opmerkingen |
| ------------------------------------------------------ | --------------------- | --------------------- | --------------- | ------------ | ----------- |
| Strong and proud - 30 years of Rock and metal          | 2016                  | 02-07-2016            | 29              | 1            |             |